# Mérey-Vieilley
Mérey-Vieilley ist eine französische Gemeinde mit 168 Einwohnern (Stand: 1. Januar 2022) im Département Doubs in der Region Bourgogne-Franche-Comté. Sie gehört zum Arrondissement Besançon und ist Mitglied im Gemeindeverband Grand Besançon Métropole.

## Geographie
Mérey-Vieilley liegt auf 284 m, etwa elf Kilometer nordnordöstlich der Stadt Besançon (Luftlinie). Das Dorf erstreckt sich an leicht erhöhter Lage am südlichen Rand der Talniederung des Ognon, am Nordfuß des Kammes der Grande Côte unterhalb des Fort de la Dame Blanche im äußersten Nordwesten des Département Doubs.
Die Fläche des 3,42 km² großen Gemeindegebiets umfasst einen Abschnitt des Ognon-Tals. Die nördliche Grenze verläuft entlang dem Ognon, der hier mit mehreren Windungen durch eine rund zwei Kilometer breite, flache Talniederung fließt. Vom Flusslauf erstreckt sich das Gemeindeareal als schmales Band nach Süden über die ehemals moorige Talaue auf die angrenzende Hochterrasse, die aus eiszeitlichen Flussablagerungen besteht. Sie ist überwiegend mit Acker- und Wiesland bestanden. Weiter nach Süden reicht das Gebiet über einen Steilhang bis auf den schmalen Kamm der Grande Côte. Dieser Höhenzug bildet in geologisch-tektonischer Hinsicht eine Antiklinale, deren nördlicher Schenkel durch Erosion weitgehend abgetragen ist. Mit 600 m wird auf der Krete beim Fort de la Dame Blanche die höchste Erhebung von Mérey-Vieilley erreicht. Ein sehr schmaler Zipfel reicht den waldbedeckten Südhang (Forêt de Chailluz) dieses Höhenzuges hinunter.
Nachbargemeinden von Mérey-Vieilley sind Buthiers, Perrouse und Cromary im Norden, Vieilley im Osten, Besançon im Süden sowie Bonnay im Westen.

## Geschichte
Erstmals urkundlich erwähnt wird Mérey-Vieilley im Jahr 1148. Im Mittelalter bildete Mérey eine eigene Herrschaft, die unter der Oberhoheit des Domkapitels von Besançon stand. Zusammen mit der Franche-Comté gelangte das Dorf mit dem Frieden von Nimwegen 1678 definitiv an Frankreich. Heute gehört Mérey-Vieilley zum Gemeindeverband Grand Besançon.

## Sehenswürdigkeiten
Im alten Ortskern sind zahlreiche Häuser im charakteristischen Stil der Franche-Comté aus dem 17. bis 19. Jahrhundert erhalten. Vom ehemaligen Herrschaftssitz sind nur noch wenige Überreste sichtbar.

## Bevölkerung
| Jahr                       | 1962 | 1968 | 1975 | 1982 | 1990 | 1999 | 2016 |
| Einwohner                  | 49   | 50   | 50   | 71   | 81   | 100  | 145  |
| Quellen: Cassini und INSEE |      |      |      |      |      |      |      |

Mit 168 Einwohnern (Stand 1. Januar 2022) gehört Mérey-Vieilley zu den kleinsten Gemeinden des Départements Doubs. Nachdem die Einwohnerzahl in der ersten Hälfte des 20. Jahrhunderts deutlich abgenommen hatte (1886 wurden noch 128 Personen gezählt), wurde seit Beginn der 1980er Jahre wieder ein Bevölkerungswachstum verzeichnet. Seither hat sich die Einwohnerzahl verdoppelt.

## Wirtschaft und Infrastruktur
Mérey-Vieilley war bis weit ins 20. Jahrhundert hinein ein vorwiegend durch die Landwirtschaft (Ackerbau, Obstbau und Viehzucht) und die Forstwirtschaft geprägtes Dorf. Noch heute leben die Bewohner zur Hauptsache von der Tätigkeit im ersten Sektor. Außerhalb des primären Sektors gibt es nur wenige Arbeitsplätze im Dorf. Einige Erwerbstätige sind auch Wegpendler, die in den umliegenden größeren Ortschaften ihrer Arbeit nachgehen.
Die Ortschaft liegt abseits der größeren Durchgangsstraßen an einer Departementsstraße, die von Devecey nach Moncey führt. Der nächste Anschluss an die Autobahn A36 befindet sich in einer Entfernung von ungefähr zwölf Kilometern.